# Amy Benedict
Amy Benedict (* 16. Juli 1964 in Columbia, Missouri) ist eine US-amerikanische Schauspielerin und die Schwester des Schauspielers Rob Benedict.

## Leben
Benedict studierte von 1982 bis 1986 an der Northwestern University. Ihr Debüt im Film hatte Benedict 1986 in Dennis Kleins Komödie One More Saturday Night. In den darauffolgenden Jahren trat sie in Fernsehserien wie Roomies (1987), Mama’s Family (1987–1988) und Die besten Jahre (1987–1988) auf. Etliche weitere Gastauftritte in Serien folgten. 2009 spielte sie die Anne in Laura C. Lopez’ Acts of Mercy.

## Filmografie

### Filme
- 1986: One More Saturday Night
- 1992: Quicksand: No Escape (Fernsehfilm)
- 1992: Sneakers – Die Lautlosen (Sneakers)
- 2001: Early Bird Special
- 2002: Blue Car – Poesie des Sommers (Blue Car)
- 2002: The Ten Rules (Kurzfilm)
- 2002: Would I Lie to You?
- 2005: Self Medicated
- 2006: Dead Girl
- 2008: Tony (Kurzfilm)
- 2009: Acts of Mercy
- 2013: Anklage: Mord – Im Namen der Wahrheit (The Trials of Cate McCall)
- 2018: Danni & May (Kurzfilm)
- 2019: Late Great Mom (Kurzfilm)

### Fernsehserien
- 1986: Familienbande (Family Ties, eine Folge)
- 1987: Roomies (3 Folgen)
- 1987–1988: Mama’s Family (3 Folgen)
- 1987–1988: Die besten Jahre (Thirtysomething, 3 Folgen)
- 1988: Junge Schicksale (ABC Afterschool Specials, eine Folge)
- 1989: CBS Schoolbreak Special (eine Folge)
- 1989: Hunter (eine Folge)
- 1992: L.A. Law – Staranwälte, Tricks, Prozesse (L.A. Law, eine Folge)
- 1993: Star Trek: Deep Space Nine (eine Folge)
- 1993: Danger Theatre (eine Folge)
- 1995: General Hospital
- 1996: Emergency Room – Die Notaufnahme (ER, eine Folge)
- 1998: Maggie (eine Folge)
- 1998: Profiler (eine Folge)
- 2000: Walker, Texas Ranger (eine Folge)
- 2002: Still Standing (eine Folge)
- 2003: Polizeibericht Los Angeles (Dragnet, eine Folge)
- 2004: Without a Trace – Spurlos verschwunden (Without a Trace, eine Folge)
- 2004: CSI: Den Tätern auf der Spur (CSI: Crime Scene Investigation, eine Folge)
- 2005: 24 – Twenty Four (eine Folge)
- 2006: Close to Home (eine Folge)
- 2010: Grey’s Anatomy (eine Folge)
- 2011: Law & Order: LA (eine Folge)
- 2011: Hawthorne (eine Folge)
- 2011: Torchwood (eine Folge)
- 2013: Zach Stone Is Gonna Be Famous (3 Folgen)
- 2015: State of Affairs (eine Folge)
- 2016: Kings of Con (eine Folge)
- 2016: Pure Genius (eine Folge)